# Anthracosauria
Anthracosauria (do grego antharo, carvão + sauria, lagarto) é um grupo de extintos tetrápodes semelhantes a répteis e anfíbios que viveu durante o Carbonífero e Permiano Inferior, embora a precisa inclusão de espécie depende da definição dada por cada autor.
Originalmente definida por Säve-Söderbergh  em 1934, como um grupo de anfíbios aquáticos de porte grande do Carbonífero e Permiano Inferior. Alfred Sherwood Romer, entretanto, definiu-a incluindo todos anfíbios semelhantes a répteis "Labyrinthodontia" não-aminiotas. Esta definição foi também utilizada por Edwin H. Colbert e Robert L. Carroll em seus livros "Vertebrate Palaeontology" (Colbert 1969, Carroll 1988).  Dr A. L. Panchen, entretanto, restaurou a definição original de Save-Söderbergh's (Panchen 1970).
Com a revolução cladística a classificação se modificou novamente.  Michel Laurin (1996) usou o termo no senso cladístico para se referir somente aos tetrápodes semelhantes a répteis (não mais considerados anfíbios verdadeiros) (Diadectomorpha e Solenodonsauridae) e os Amniotas.  Mas, Michael Benton (2000, 2004) fez da Anthracosauria, uma ordem parafilética dentro da superordem Reptiliomorpha, junto com as ordens Seymouriamorpha e Diadectomorpha.